# Lewis Trondheim
Pour les articles homonymes, voir Trondheim (homonymie).
Laurent Chabosy, dit Lewis Trondheim, né le 11 décembre 1964 à Fontainebleau, est un dessinateur, scénariste et éditeur français de bande dessinée.
Il est un des membres fondateurs de L'Association, de l'OuBaPo, de la collection Shampooing de Delcourt, du Syndicat des auteurs de bande dessinée » (SNAC-BD) et de la revue Papier.
Il est notamment connu pour être un auteur très prolifique et pour son style zoomorphique.

## Biographie

### Jeunesse et débuts
Né à Fontainebleau de parents libraires, après un CAP de dessin industriel et un reclassement en terminale A4 et une année d'armée en Allemagne, il entre dans une école de graphisme publicitaire. Il rencontre Jean-Christophe Menu dans un colloque de Cerisy en 1987, ce qui lui permet de comprendre qu'il est possible de faire de la bande dessinée sans connaître le dessin académique.
Harry Morgan, auteur du fanzine The Adamantine, décide Trondheim à lancer son propre fanzine, Approximate Continuum Comics Institute H3319 (ACCI H3319). Les Cahiers de la bande dessinée y voient en novembre 1988 la « naissance d'un nouvel humoriste ». Il produit « douze numéros et demi ». Certaines des histoires comportaient des visages humains, ce qu'il abandonne presque définitivement par la suite. Le premier livre de Trondheim, Psychanalyse, est un recueil d'histoires courtes publiées dans ACCI H3319.

### L'Association
En 1990, il fonde L'Association, en collaboration avec Jean-Christophe Menu, David B., Stanislas, Mattt Konture, Patrice Killoffer et Mokeït. Dans le cadre des expérimentations de cette nouvelle maison d'édition, Trondheim se lance dans un exercice de style : créer une bande dessinée de 500 pages exactement, sans crayonné, sans scénario écrit au préalable et en respectant un format gaufrier de trois cases sur quatre. Contrainte supplémentaire : avant d'entamer cet exercice, il ne sait pas dessiner (c'est du moins ce qu'il affirme). C'est ainsi que naît Lapinot et les carottes de Patagonie.
En 1992, il s'installe à l'Atelier Nawak avec Jean-Christophe Menu, Jean-Pierre Duffour, Emile Bravo, Christophe Blain, David B., suivi de Joann Sfar, et Fabrice Tarrin.

### Oubapo et projets
Début 1993, il participe à la création de l'OuBaPo (Ouvroir de bande dessinée potentielle) et en reste membre pendant plusieurs années. Trondheim en est un des précurseurs, avec la bande dessinée Moins d'un quart de seconde pour vivre, créée avec Jean-Christophe Menu au dessin en 1991, donc avant le lancement de l'OuBaPo.
En 2000, il réalise une série d'animation, Les Aventures d'une mouche, inspirée de sa bande dessinée La Mouche, avec l'aide de Samuel Kaminka et d'un coproducteur canadien. Les 65 épisodes sont notamment diffusés sur la chaîne de télévision française France 3 dans MNK, TO3 et France Truc et sur Télétoon.
En 2004, Lewis Trondheim annonce qu'il compte cesser d'être un auteur de bandes dessinées et se consacrer uniquement à la version animée du Roi Catastrophe[réf. nécessaire]. Il travaille depuis à cette dernière et à Donjon. Mais la version animée est finalement annulée et il a, depuis lors, écrit et dessiné d'autres albums.
En 2005, il lance la collection Shampooing, chez Delcourt.
Début 2005, apparait la bande dessinée en ligne d'un auteur inconnu dénommé Frantico. Une rumeur persistante (malgré plusieurs démentis) veut que Lewis Trondheim soit l'auteur énigmatique de ce blog. Le doute sur son identité persistera jusqu'en 2020, quand les dessins originaux sont présentés à l'exposition Lewis Trondheim fait des histoires.
En 2006, il crée également sa bande dessinée en ligne officielle, Les Petits Riens.
Fin 2006, il annonce son départ de L'Association en raison de « divergences éditoriales » avec Jean-Christophe Menu,.
En 2007, il participe à la fondation du « syndicat des auteurs de bande dessinée » (SNAC-BD). Il crée la mascotte-trophée du Festival d'Angoulême, le Fauve.
En 2013, il fonde avec Yannick Lejeune la revue de bande dessinée Papier, publiée par Delcourt dans la collection Shampooing.
En 2015, il co-scénarise avec Davy Mourier une série télévisée nommée Reboot diffusée par France 4.
En 2020, son œuvre fait l'objet d'une exposition rétrospective à la Cité Internationale de la Bande Dessinée, inaugurée par le Président de République à l'occasion du festival d'Angoulème.

### Vie privée
Il joue, comme Joann Sfar, du ukulélé. Il accompagne de cet instrument Judith Holofernes, la chanteuse et guitariste allemande du groupe Wir sind Helden qui lui a demandé de faire des illustrations pour ses concerts. On le voit aussi apprendre et progresser à la guitare le long de sa série des Petits riens.
Membre du Réseau éducation sans frontières, Trondheim est le parrain d'un jeune Marocain, Abderrahmane.
Il est marié à la coloriste Brigitte Findakly.

## Personnalité
Lewis Trondheim refuse d'accorder des interviews aux journalistes, arguant que tout est dit dans ses œuvres. Il n'aime pas les journalistes et ne s'en cache pas, les appelant même ses « ennemis ».

« Les journalistes savent que je ne les aime pas. Surtout Yves-Marie Labé du  Monde. Il y en a quelques autres aussi. J’aimerais bien nettoyer l’univers de la bande dessinée des pseudo-journalistes qui n’y connaissent rien. Je crois que le temps des consensus mous est fini, pour la BD et pour le reste. Il faut nommer nos ennemis, aussi puissants soient-ils. Par exemple Le Monde, c’est caca. Ce groupe a racheté Télérama pour en tirer le plus d’argent possible. Usuellement, ça ne se dit jamais, sinon on perd des articles et des ventes hypothétiques. Je me permets donc de chier dans la bouche de qui il me plaira afin d’être enfin un maillon qui permettra d’échapper à cette période sombre du pré-sarkozysme annoncée, du politiquement correct UMPien. C’est la somme des individus de bonne volonté qui fait changer le monde à long terme, pas les mini-Napoléon à vision étroite. Merde ! J’espère que je n’en suis pas un ! »

— Lewis Trondheim, en réponse à la question : « Craignez-vous la surexposition médiatique à venir ? », 20 minutes, le 02/02/2006.
Il a pris l'habitude de répondre aux interviews de manière humoristique. Par exemple, à la question « Pourquoi avoir décidé d'en faire un album ? » à propos de l'album Boule de neige, il répond « Parce qu'il va y avoir une gigantesque éruption solaire qui va péter tous les satellites. Il n'y aura plus Internet et on sera content d'en avoir une trace sur papier », ou encore, à la question : « Comment expliquez-vous cette productivité ? », il répond : « Si je ne faisais pas de BD, je ne gagnerais pas d’argent et j’aurais faim. Ce serait embêtant et je mourrais ».
En vieillissant, il est plus diplomate, comme il l'explique à Stéphane Jarno, journaliste à Télérama, en réponse à la remarque : « Vous passez pourtant pour avoir un sale caractère, certaines de vos sorties ont blessé… ».

« Oui, c’est même inscrit sur ma fiche Wikipédia ! Il paraît que je déteste les journalistes, que je ne leur accorde jamais d’interviews… Pourtant, j’ai travaillé avec près de quatre-vingts auteurs différents et je ne me suis fâché qu’avec très peu d’entre eux ! Je suis capable de réflexions à l’emporte-pièce quand je ne comprends pas ce que l’on me dit ou que mon interlocuteur me prend pour un con. Ça me fatigue très vite parce que je n’aime pas perdre mon temps, là, ça part… Parfois c’est mérité, parfois ça tombe mal. Je fais de plus en plus attention, ce qui est dur, mais souvent je ne regrette pas de m’être tu. »

— Lewis Trondheim, telerama.fr, 27/01/2020.
Pour ses autographes, il a pris pour habitude d'accompagner sa signature et ses dessins personnalisés de la mention « Approximativement »[réf. nécessaire].
Il accepte finalement de répondre aux questions de l'écrivain spécialiste de bande dessinée Thierry Groensteen pour un livre d'entretiens paru en 2020 à L'Association.

## Œuvre

### L'itération iconique
Les premières histoires de Trondheim, publiées dans ACCI H3319, consistent souvent en une suite de cases photocopiées autant de fois que nécessaire, formant ainsi des strips où seuls les dialogues changent d'une case à l'autre. Cette technique, que l'OuBaPo appelle par la suite itération iconique et le graphisme peu appliqué de Trondheim, semblent démontrer un certain radicalisme, une volonté de désacralisation du dessin. Ceci impose à l'auteur une lisibilité qui fait penser à la ligne claire.
L'exercice de Moins d'un quart de seconde pour vivre impose de nouvelles contraintes. Il s'agit toujours d'itération iconique, mais avec des cases en nombre limité (huit), dessinées par un autre (Jean-Christophe Menu). Trondheim doit donc recourir à certains artifices pour garder un maximum de liberté dans le dialogue, notamment en multipliant les personnages hors-champ.
Cependant, la narration de Trondheim reste classique. Il ne révolutionne pas les grands principes et les outils du comic strip tels que la mise en page, mais utilise des thèmes et des personnages bizarres, qui suffisent parfois à eux seuls à justifier un gag. C'est dans le décalage que Trondheim trouve sa marque de fabrique.
C'est en entamant Lapinot et les carottes de Patagonie que Trondheim va rompre avec l'itération iconique et passer à la bande dessinée zoomorphique.

### Lapinot et le zoomorphisme
En se lançant à lui-même le défi de Lapinot et les carottes de Patagonie - 500 planches de 3 cases sur 4 improvisées au fur et à mesure - Trondheim cherche avant tout à trouver une efficacité, à acquérir une technique qui lui permette de raconter une histoire complexe avec un minimum de moyens. C'est pourquoi il se force à abandonner le crayonné et à dessiner directement à l'encre. Cette technique de dessin direct, caractéristique fondamentale de Trondheim, peut être vue comme une forme de transparence, tandis que le crayonné, invisible sur la planche terminée, « cache » une partie du procédé. Pour se faciliter la tâche, il utilise volontairement un trait gras et, lors des premières planches, dessine chaque case séparément afin de les couper/coller l'une derrière l'autre (reproduisant ainsi la technique qu'il utilisait pour Psychanalyse et Le Dormeur).
Comme pour les Carottes et dans l'esprit de l'OuBaPo, Trondheim travaille systématiquement sous une forme ou l'autre de contrainte. Il se lance, telle une boutade, une contrainte formelle ou technique et il s'y tient. Plus la contrainte est forte, plus son travail serait stimulant. Une partie de son art dépend directement de l'intérêt du lecteur pour les procédés, les « clés de compréhension » utilisées par Lewis Trondheim dans ces histoires.
Selon Trondheim lui-même, les principales personnes qui lui ont donné l'envie de se lancer dans la bande dessinée animalière sont Carl Barks, Floyd Gottfredson et Walt Disney connus respectivement pour les bandes dessinées de Picsou et de Mickey Mouse. Les BD de Trondheim sont zoomorphiques dans la mesure où ses personnages sont humains, avec des caractéristiques (physiques notamment) animales. Une des particularités de ce zoomorphisme trondheimien est qu'on y retrouve des « acteurs ». En effet, le Lapinot des Carottes n'est pas celui de Blacktown, qui n'est pas le même que celui de Vacances de printemps. En somme, il s'agit d'un même personnage qui joue des personnalités et des époques différentes. Il en va de même pour le chien (Titi de La vie comme elle vient, Pichenettes, Slaloms / Mac Terry de Vacances de printemps L'inspecteur de Walter), le chat (Richard / Mildiou / Richardson), le canard (Félix de sans Lapinot / Herbert de Donjon / Ralph Azham), etc.

« Pourquoi créer de nouveaux personnages alors que certains peuvent servir de matrice et s'en enrichir ? Il faut qu'un album isolément soit intéressant, mais il faut aussi que l'ensemble des albums ait une richesse supplémentaire, et que ce ne soit pas une simple répétition d'actions et de scénarios. »

— Lewis Trondheim, cité par Laurent Gerbier et Didier Ottaviani
Mais l'animalier n'est pas le seul univers exploité par Trondheim, certaines de ses créations mettent en scène des extra-terrestres (A.L.I.E.E.N, Kaput et Zösky) ou des monstres (Psychanalyse, Monstrueux...). Ce qui importe est surtout la notion de masque, qui rend l'identité la plus explicite possible. David Turgeon qualifie cette approche de schématiste : le but n'est pas d'atteindre un réalisme de la représentation, mais de mettre en évidence les rôles des personnages et d'exacerber leurs relations.
Dans ses bandes dessinées autobiographiques (Approximativement, la série des Petits riens...) Lewis Trodheim se représente lui-même sous la forme d'une perruche.

### Travail sous contrainte
Une des principales caractéristiques de l’œuvre de Trondheim est la contrainte. Trondheim, en fondateur de l'OuBapo — et donc héritier de l'OuLiPo — est « un rat qui construit lui-même le labyrinthe dont il se propose de sortir ». Chez Trondheim, les contraintes sont peu visibles et donnent même l'impression de permettre à l'auteur une grande liberté.

## Œuvres
Lewis Trondheim est scénariste et dessinateur, sauf indication contraire.

### Revues et publications périodiques
- ACCI H3319, fanzine, douze numéros de 1988 à 1990
- Bludzee, bande dessinée en ligne quotidienne[21]
- Papier, revue collective de bande dessinée à parution irrégulière créée avec Yannick Lejeune, six numéros de septembre 2013 à juin 2015

### Albums isolés
- Psychanalyse, Le Lézard, coll. « Lézard Grafik », 1990.
- Moins d'un quart de seconde pour vivre (scénario), avec Jean-Christophe Menu (dessin), L'Association, 1990. Réédition L'Association, coll. « Éperluette », 1996 avec une préface de Noël Arnaud.
- Un intérieur d'artiste, L'Association, coll. « Patte de Mouche » (première série), 1991.
- Lapinot et les carottes de Patagonie, L'Association et Le Lézard, 1992. Réédition L'Association, coll. « Ciboulette », 1995.
- Comix, dans Le boîte Paxon, L'Association, cadeau-adhérent, 1992.
- Monolinguistes, Le Lézard, coll. « Lézard Grafik », 1992.
- Approximate Continuum Comix, Cornélius, 6 comix, 1993-1994. Recueillis sous le titre Approximativement, Cornélius, coll. « Pierre », 1995[22].
- Imbroglio, L'Association, coll. « Patte de Mouche », 1992. Redessiné en 1995.
- Slaloms, L'Association, 1993. Redessiné, colorisé et publié par Dargaud en 1997 comme numéro 0 de la série Lapinot.
- Le Dormeur, Cornélius, coll. « Delphine », 1993.
- Mildiou, Le Seuil, 1994.
- Gare Centrale (scénario), avec Jean-Pierre Duffour (dessin), L'Association, coll. « Ciboulette », 1994.
- Les Aventures de la fin de l'épisode (scénario), avec Frank Le Gall (dessin), L'Association, coll. « Patte de mouche », 1995.
- Nous sommes tous morts (dessin), avec Jean-Luc Coudray (scénario), L'Association, coll. « Patte de Mouche », 1995.
- Diablotus, L'Association, coll. « Patte de Mouche », 1995.
- La Mouche, Le Seuil, 1995.
- Genèses Apocalyptiques, L'Association, cadeau-adhérent, 1995. Réédition L'Association, coll. « Mimolette », 2001.
- Le pays des trois sourires, L'Association, coll. « Éperluette », 1997.
- Non, non, non, L'Association, coll. « Patte de Mouche », 1997.
- Projets, Librairie Sans Titre, 1998[23].
- Politique étrangère (scénario), avec Jochen Gerner (dessin), L'Association, coll. « Éperluette », 2001.
- Les Ineffables, L'Association, coll. « Mimolette », 2001.
- Farniente (scénario), avec Dominique Hérody (dessin), L'Association, coll. « Mimolette », 2002.
- Mister O, Delcourt, coll. « Humour de rire », 2002. Réédition Delcourt, coll. « Shampooing », 2002.
- Bleu, L'Association, 2003.
- La poule et la pétanque, Cornélius, coll. « Delphine », 2003. Offert pour l'achat de deux volumes de la collection « Delphine », à l'occasion de la réédition du Dormeur.
- A.L.I.E.E.N., Bréal, coll. « Bréal Jeunesse », 2004, rééd. dans la collection Bayou en 2007.
- Mister I, Delcourt, coll. « Shampooing », 2005.
- Désœuvré (sous-titré essai), L'Association, coll. « Éprouvette », 2005.
- Célébritiz (scénario), avec Ville Ranta (dessin), Dargaud, coll. « Poisson Pilote », 2006.
- Bande dessinée, apprendre et comprendre (scénario), avec Sergio Garcia (dessin), Delcourt, 2006.
- La nouvelle pornographie, L'Association, coll. « Patte de Mouche », 2006.
- Ovni (scénario), avec Fabrice Parme (dessin), Delcourt, coll. « Shampooing », 2006.
- Île Bourbon 1730 (scénario et dessin), avec Appollo (scénario), Delcourt, coll. « Shampooing », 2007.
- Fennec (scénario), dessin de Yoann, Delcourt, coll. « Shampooing », 2007.
- Visite express, Cité internationale de la bande dessinée et de L'image, 2009. Réédition L'Association, coll. « Patte de Mouche », 2015.
- Panique en Atlantique, avec Fabrice Parme (dessin), Le Spirou de... tome 6, Dupuis, 2010.
- Omni-Visibilis, avec Matthieu Bonhomme (dessin), Dupuis, 2010.
- Bludzee, Delcourt, coll. « Shampooing », 2010.
- Jardins sucrés (scénario), avec Fabrice Parme (dessin), Delcourt, coll. « Shampooing », 2011.
- Cavalcade surprise, avec Jessica Abel et Matt Madden, L'Association, coll. « Patte de Mouche », 2013.
- Kräkændraggon (scénario), avec Mathieu Sapin (dessin), Gallimard, 2014.
- Capharnaüm : Récit inachevé, L'Association, coll. « Ciboulette », 2015.
- Les 24 heures de la BD : Dinner, breakfast, lunch, L'Association, coll. « Patte de Mouche », 2016.
- Coquelicots d'Irak, scénario de Brigitte Findakly, L'Association, 2016 - Sélection officielle du Festival d'Angoulême 2017.
- Happy Birds (scénario), avec Hugo Piette (dessin), Delcourt, coll. « Shampooing », 2017.
- Je vais rester (scénario), avec Hubert Chevillard (dessin), Rue de Sèvres, 2018.
- Castelmaure (scénario), avec Alfred (dessin), Delcourt, coll. « Shampooing », 2020.
- La Bouteille (scénario), avec Alfred (dessin), L'Association, coll. « Patte de mouche », 2021.
- Superino (scénario), avec Nicolas Keramidas (dessin), Dupuis, 2022.
- Chassé-croisé au Val Doré (scénario), avec Sergio García Sánchez (dessin et couleur), Dupuis, 2023.
- Marsupilami : El Diablo (scénario), avec Alexis Nesme (dessin) et Dagmar Gosejacb (couleur), Dupuis, 2024.

### Séries
- Les Formidables Aventures de Lapinot (scénario et dessin, sauf t.5), avec Brigitte Findakly (couleur), Dargaud :

0. Slaloms, 1997. Réédition de l'album publié par L'Association en 1993.
1. Blacktown, 1995.
2. Pichenettes, 1996.
3. Walter, 1997.
4. Amour & Intérim, 1998.
5. Vacances de printemps (dessin), avec Frank Le Gall (scénario), 1999.
6. Pour de vrai, 1999.
7. La Couleur de l'enfer, 2000.
8. La Vie comme elle vient, 2004.
9. L'Accélérateur atomique, 2003.

- Les Formidables Aventures sans Lapinot, avec Brigitte Findakly (couleur), Dargaud :

1. Les Aventures de l'univers, 1997.
2. Ordinateur mon ami, 1999.
3. Cyberculture, mon amour, 2001.
4. Top Ouf, 2010.

- Donjon Zénith (scénario, dessin jusqu'au t. 4), avec Joann Sfar (scénario), Delcourt, coll. « Humour de rire » :

1. Cœur de Canard, avec Walter (couleur), 1998.
2. Le Roi de la bagarre, avec Walter (couleur), 1998.
3. La Princesse des barbares, avec Walter (couleur), 2000.
4. Sortilèges et avatars, avec Brigitte Findakly (couleur), 2002.
5. Un mariage à part, avec Boulet (dessin et couleur) et  Lucie Albon (couleur), 2006.
6. Retour en fanfare, avec Boulet (dessin et couleur) et  Lucie Albon (couleur), 2007.
7. Hors des remparts, avec Boulet (dessin et couleur), 2020.
8. En sa mémoire, avec Boulet (dessin et couleur), 2020.
9. Larmes et Brouillard, avec Boulet (dessin et couleur), 2022.
10. Formule incantatoire, avec Boulet (dessin et couleur), 2023.

- Monstrueux..., Delcourt, coll. « Jeunesse » :

1. Monstrueux Bazar, 1999.
2. Monstrueux Noël, 1999[24].
3. Monstrueux Dindon, 2000.
4. Monstrueux Dinosaure, 2001.

- Donjon Potron-minet (scénario), avec Joann Sfar (scénario) et  (couleur), Delcourt, coll. « Humour de rire » :

-99. La Chemise de la nuit, avec Christophe Blain (dessin), 1999.
-98. Un justicier dans l'ennui, avec Christophe Blain (dessin), 2001.
-97. Une jeunesse qui s'enfuit, avec Christophe Blain (dessin), 2003.
-84. Après la pluie, avec Christophe Blain (dessin), 2006.
-83. Sans un bruit, avec Christophe Gaultier (dessin), 2008.
-82Survivre aujourd'hui, avec Stéphane Oiry (dessin), 2022.
- Donjon Crépuscule (scénario), avec Joann Sfar (scénario, dessin jusqu'au n° 103) et Walter (couleur), Delcourt, coll. « Humour de rire » :

101. Le Cimetière des dragons, 1999.
102. Le Volcan des Vaucanson, 2001.
103. Armageddon, 2002.
104. Le Dojo du lagon, avec Kerascoët (dessin), 2005.
105. Les Nouveaux Centurions, avec Kerascoët (dessin), 2006.
106. Révolutions, avec Obion (dessin), 2009.
110. Haut Septentrion, avec Alfred (dessin), 2014.
111. La Fin du donjon, avec Mazan (dessin), 2014.
112. Pourfendeurs de démons, avec Obion (dessin), 2021.
113. Passation, avec Obion (dessin), 2024.
- Petit Père Noël (scénario), avec Thierry Robin (dessin), Dupuis :

1. Bonjour Petit Père Noël, avec Isabelle Busschaert (couleur), 2000.
2. Joyeux Halloween Petit Père Noël, avec Isabelle Busschaert (couleur), 2001.
3. Petit Père Noël contre le docteur Méchant, avec Corinne Bertrand et Véronique Le Gros (couleur), 2002.
4. On a volé le courrier du Petit Père Noël, avec Corinne Bertrand (couleur), 2003.
5. Petit Père Noël et le cadeau perdu, avec Corinne Bertrand (couleur), 2004.

- Les Trois Chemins (scénario), avec Sergio Garcia (dessin et couleur), Delcourt, coll. « Jeunesse » :

1. Les Trois Chemins, 2000.
2. Les Trois Chemins sous la mer, 2003.

- Les Cosmonautes du futur (scénario), avec Manu Larcenet (dessin) et Brigitte Findakly (couleur), Dargaud, coll. « Poisson Pilote » :

1. Les Cosmonautes du futur, 2000  (ISBN 2-205-04913-5).
2. Le Retour, 2001  (ISBN 2-205-05078-8).
3. Résurrection, 2004  (ISBN 2-205-05293-4).

- Donjon Parade (scénario), avec Joann Sfar (scénario), Manu Larcenet (dessin jusqu'au numéro 5) et Walter (couleur jusqu'au numéro 5), Delcourt, coll. « Humour de rire » :

1. Un donjon de trop, 2000  (ISBN 2-84055-572-7).
2. Le Sage du ghetto, 2001  (ISBN 2-84055-693-6).
3. Le Jour des crapauds, 2002  (ISBN 2-84055-821-1).
4. Des fleurs et des marmots, 2004  (ISBN 2-84789-495-0).
5. Technique Grogro, 2007  (ISBN 978-2-7560-0477-8).
6. Garderie pour petiots, avec Alexis Nesme (dessin et couleur), 2021.
7. Le Sirop des costauds, avec Tebo (dessin et couleur), 2025.
8. L'Hostellerie des impôts, avec Erwann Surcouf (dessin et couleur), 2025.
9. Nécromancie pour de faux, avec Delaf (dessin), 2025.
10. Micro-héros, avec Willy Ohm (dessin), 2025.

- Venezia (scénario), avec Fabrice Parme (dessin), Dargaud, coll. « Poisson Pilote » :

1. Triple Jeu, 2001[25].
2. Codex Bellum, 2002[26].

- Le Roi Catastrophe (scénario), avec Fabrice Parme (dessin), Delcourt, coll. « Jeunesse » :

1. Adalbert ne manque pas d'air, 2001.
2. Adalbert perd les pédales, 2001.
3. Adalbert a tout pour plaire, 2002.
4. Adalbert s'en sort pas mal, 2002.
5. Adalbert plus que super, 2003.
6. Adalbert fait du scandale, 2003.
7. Adalbert change d'atmosphère, 2004.
8. Adalbert est trop génial, 2004.
9. Adalbert fait des affaires, 2005.

- Donjon Monsters (scénario), avec Joann Sfar (scénario) Delcourt, coll. « Humour de rire » :

1. Jean-Jean la terreur, avec Mazan (dessin) et Walter (couleur), 2001.
2. Le Géant qui pleure, avec Jean-Christophe Menu (dessin) et Walter (couleur), 2001.
3. La Carte majeure, avec Andreas (dessin) et Walter (couleur), 2002.
4. Le Noir Seigneur, avec Stéphane Blanquet (dessin et couleur), 2003.
5. La Nuit du tombeur, avec Jean-Emmanuel Vermot-Desroches (dessin) et Walter (couleur), 2003.
6. Du ramdam chez les brasseurs, avec Yoann (dessin et couleur), 2003.
7. Mon fils le tueur, avec Blutch (dessin) et Walter (couleur), 2003.
8. Crève-Cœur, avec Carlos Nine (dessin et couleur), 2004.
9. Les Profondeurs, avec Killoffer (dessin et couleur) et  Walter (couleur), 2004.
10. Des Soldats d'honneur, avec Frédéric Bézian (dessin) et Walter (couleur), 2006.
11. Le Grand Animateur, avec Stanislas (dessin) et Dominique Thomas (couleur), 2007.
12. Le Grimoire de l'Inventeur, avec Nicolas Keramidas (dessin) et Walter (couleur), 2008.
13. Réveille-toi et meurs, avec David B. (dessin) et Walter (couleur), 2020.
14. La Bière supérieure, avec Bastien Quignon (dessin et couleur), 2021.
15. Les Poupoutpapillonneurs, avec Juanungo (dessin et couleur), 2022.
16. Quelque part ailleurs, avec Guy Delisle (dessin) et Walter (couleur), 2022 .
17. Un héritage trompeur, avec Bertrand Gatignol (dessin et couleur) et  Walter (couleur), 2023.
18. Noces de fleurs, avec Aude Picault (dessin) et Walter (couleur), 2024.

- Allez raconte, avec José Parrondo (dessin), Delcourt, coll. « Jeunesse » :

1. Une histoire, 2001.
2. Plein d'histoires, 2003.

- Kaput et Zösky, Delcourt, coll. « Jeunesse » :

1. Les Zigouilleurs de l'infini (scénario et dessin), 2002
2. Les Flinguizeurs du cosmos (scénario), avec Éric Cartier (dessin), 2003.

- Carnet de Bord, L'Association, coll. « Côtelette » :

1. 1-10 décembre 2002, 2002.
2. 22-28 janvier 2002 / 17-27 février 2002, 2002.
3. 10-19 avril 2002 / 11 juin - 12 juillet 2002, 2002.
4. 2002-2003, 2004.

- Les Petits Riens, Delcourt, coll. « Shampooing » :

1. La Malédiction du parapluie, 2006.
2. Le Syndrome du prisonnier, 2007.
3. Le Bonheur inquiet, 2008.
4. Mon Ombre Au Loin, 2009.
5. Le Robinet Musical, 2011.
6. Deux ou trois mois d'éternité, 2013.
7. Un arbre en furie, 2015.
8. Tout est à sa place dans ce chaos exponentiel, 2018.
9. Les Chemins de désir, 2024.

- Mega-Krav-Maga (co-signé Frantico), avec Mathieu Sapin (scénario et dessin), Delcourt :

1. Mega-Krav-Maga, Tome 1, 2010.
2. Mega-Krav-Maga, Tome 2, 2010.

- Ralph Azham (scénario et dessin), avec Brigitte Findakly (couleur), Dupuis :

1. Est-ce qu'on ment aux gens qu'on aime ?, 2011.
2. La Mort au début du chemin, 2011.
3. Noires sont les étoiles, avril 2012.
4. Un caillou enterré n'apprend jamais rien, 2012.
5. Le Pays des démons bleus, 2013.
6. L'Ennemi de mon ennemi, 2014.
7. Une fin à toute chose, 2014.
8. Personne n'attrape une rivière, 2015.
9. Point de rupture, 2016.
10. Un Feu qui meurt, 2017.
11. L'Engrenage, 2018.
12. Lâcher prise, 2019.

- Zizi chauve-souris (scénario), avec Guillaume Bianco (dessin), Dupuis :

1. Cheveux rester, 2012.
2. 700 000 aventures par seconde, 2016.
3. Terreurs de jeunesse, 2019.

- Texas Cowboys (scénario), avec Matthieu Bonhomme (dessin), Dupuis :

1. Texas Cowboys, 2012.
2. Texas Cowboys 2, 2014.

- Participation à L'Atelier Mastodonte (album collectif), Dupuis :

1. L'atelier Mastodonte tome 1, 2013.
2. L'atelier Mastodonte tome 2, 2014.
3. L'atelier Mastodonte tome 3, 2015.
4. L'atelier Mastodonte tome 4, 2016.
5. L'atelier Mastodonte tome 5, 2017.
6. L'atelier Mastodonte tome 6, 2019.

- Maggy Garrisson (scénario), avec Stéphane Oiry (dessin), Dupuis) :

1. Fais un sourire, Maggy, 2014.
2. L'homme qui est entré dans mon lit, 2015.
3. Je ne voulais pas que ça finisse comme ça, septembre 2016.

- Infinity 8 (scénario), Rue de Sèvres (version comics) :

1. Romance et macchabées 1/6 (scénario avec Zep, dessin de Dominique Bertail), 30 p., format comics, couverture souple, 2016 (DL 10/2016)  (ISBN 978-2-369-81396-5)
2. Romance et macchabées 2/6 (scénario avec Zep, dessin de Dominique Bertail), 30 p., format comics, couverture souple, 2016 (DL 10/2016)  (ISBN 978-2-369-81399-6)
3. Romance et macchabées 3/6 (scénario avec Zep, dessin de Dominique Bertail), 26 p., format comics, couverture souple, 2016 (DL 10/2016)  (ISBN 978-2-369-81401-6)
4. Retour vers le Führer 4/6 (scénario avec Olivier Vatine, dessin d'Olivier Vatine), 30 p., format comics, couverture souple, 2016 (DL 10/2016)  (ISBN 978-2-369-81404-7)
5. Retour vers le Führer 5/6 (scénario avec Olivier Vatine, dessin d'Olivier Vatine), 30 p., format comics, couverture souple, 2016 (DL 11/2016)  (ISBN 978-2-369-81406-1)
6. Retour vers le Führer 6/6 (scénario avec Olivier Vatine, dessin d'Olivier Vatine), 28 p., format comics, couverture souple, 2017 (DL 01/2017)  (ISBN 978-2-369-81409-2)

- Infinity 8 (scénario), Rue de Sèvres (version album) :

1. Romance et macchabées, scénario avec Zep, dessin et couleurs de Dominique Bertail, 85 p. (reprend les tomes 1 à 3 de la version comics), avec 6 p. de making-of (croquis, illustrations et entretien avec le dessinateur), 2017 (DL 01/2017)  (ISBN 978-2-369-81257-9).
2. Retour vers le Führer, scénario avec Olivier Vatine, dessin et couleurs d'Olivier Vatine, couleurs de Juliette Godin, Arthur Vatine et Isabelle Rabarot, 89 p. (reprend les tome 4 à 6 de la version comics), avec 4 p. de making-of (croquis commentés), 2017 (DL 01/2017)  (ISBN 978-2-369-81259-3).
3. L'Évangile selon Emma, scénario avec Fabien Vehlmann, dessin et couleurs d'Olivier Balez, 89 p., avec 4 p. de making-of (croquis commentés), 2017 (DL 03/2017),  (ISBN 978-2-369-81261-6).
4. Guérilla symbolique, scénario avec Kris, dessin et couleurs de Martin Trystram, couleurs de Hubert, 89 p., avec 4 p. de making-of (croquis commentés), 2017 (DL 05/2017)  (ISBN 978-2-369-81264-7).
5. Le Jour de l'apocalypse, scénario avec Davy Mourier, dessin et couleurs de Lorenzo De Felici, 96 p., 2017 (DL 09/2017)  (ISBN 978-2-369-81266-1).

- Albums de la collection Disney by Glénat, Glénat :
  - Mickey's Craziest Adventures (scénario), avec Nicolas Keramidas (dessin) et Brigitte Findakly (couleurs), mars 2016  (ISBN 978-2-344-01274-1).
  - Donald's Happiest Adventures (scénario), avec Nicolas Keramidas (dessin) et Brigitte Findakly (couleurs), mai 2018  (ISBN 978-2-344-02478-2).
  - Horrifikland (scénario), avec Alexis Nesme (dessin et couleurs), janvier 2019  (ISBN 978-2-344-02463-8).

- Density (scénario), avec Stan et Vince (dessin), Delcourt :

1. Tome 1, 2017.
2. Tome 2, 2018.
3. Tome 3, 2021.

- Les Nouvelles Aventures de Lapinot (scénario et dessin) avec Brigitte Findakly (couleur), L'Association :

1. Un monde un peu meilleur, 2017.
2. Les Herbes Folles, 2019 .
3. Prosélytisme & morts-vivants, 2020.
4. Un peu d'amour , 2020.
5. L'Apocalypse joyeuse, 2021. Modèle:Commentaire bibliographie
6. Par Toutatis!, 2022.
7. Midi à quatorze heures, 2021.
8. 31 Juillet, 2023.

- Mamma mia ! (scénario), avec Obion (dessin et couleurs), Dupuis

1. La Famille à dames, avril mai 2019  (ISBN 979-10-34736-89-8).

- Karmela Krimm (scénario), avec Franck Biancarelli (dessin) et Walter (couleurs), Le Lombard, coll. « Troisième Vague » :

1. Ramdam Blues, septembre 2020  (ISBN 978-2-8036-7625-5).
2. Neige écarlate, 2022  (ISBN 9782803680290).
3. Mademoiselle Green (annoncé)

- Donjon Antipodes + (scénario), avec Joann Sfar (scénario), Vince (dessin) et Walter (couleurs), Delcourt, coll. « Humour de rire » :

10000. Rubéus Khan, 2020.
10001. Le Coffre aux âmes, 2022.
10002. Changement de programme, 2023.
10003. Retour de flammes, 2024.
- Donjon Antipodes - (scénario) avec Joann Sfar (scénario), Grégory Panaccione (dessin) et Walter (couleur), Delcourt, coll. « Humour de rire » :

-10000. L'Armée du crâne, 2020.
-9999. L'Inquisiteur mégalomane, 2021.
- Richard (scénario et dessin), L'Association, coll. « Pattes de mouche » :

1. Richard dans la salle d'attente, 2021.
2. Richard au cimetière, 2021.
3. Richard et les Quasars, 2021.
4. Richard et les Enfants d'Abraham, 2021.
5. Richard et Dieu, 2021.

- Aurore et l'orc, Albin Michel :

1. Un nouveau à l'école, 2024.
2. Coincés chez les elfes, 2024.
3. La Terreur des orcs, 2024.

### Collectifs
- Une page dans Raaan, L'Association, cadeau-adhérent, 1994
- Première version de Pichenette, L'Association, Lapin n° 5, 1994
- Un long récit Le Crabar de Mammouth, L'Association, Lapin n° 7, 1995
- « Promenade », dans Noire est la Terre, Autrement, coll. « Histoires graphiques », 1996
- « Réinterprétation de L'homme à la valise » (d'après Daniel Goossens dans l’Oupus 1, L'Association, coll. « Oubapo », 1997
- Un strip dans Hommage à Mr Pinpon, L'Association, cadeau-adhérent, 1997
- Trois pages dans Comix 2000, L'Association, 1999
- Deux pages dans Le Rab de Comix 2000, L'Association, cadeau-adhérent, 1999
- Six planches dans Oupus t. 3 : Les vacances de l'OuBaPo, L'Association, coll. « Oubapo », 2000
- Participation au collectif Tati, Drozophile, 2000
- Participation au collectif Comix Mac, Automne 67, 2000
- Une planche dans Lapins, L'Association, cadeau-adhérent, 2000
- Participations à l’Oupus t. 2, L'Association, coll. « OuBaPo », 2003
- Participations à l’Oupus t. 4, L'Association, coll. « OuBaPo », 2005
- « L'incroyable labyrinthe », dans Little Lit t. 2 : Drôles d'histoires pour drôles d'enfants, Le Seuil, 2005
- Participation à Coïncidence (dessin), avec Fabien Vehlmann (scénario), On a marché sur la bulle, 2006
- Participation aux 24h de la bande dessinée, dans Boule de neige, Sérendipité, 2007
- Quoi !, L'Association, 2011

### Livre-jeu
- Croisière surprise, Bayard / Astrapi hs2, une histoire dont tu es le héros, juillet-août 1994[27].

## Récompenses
- 1994 : Alph-Art coup de cœur au 21e festival international de la bande dessinée d'Angoulême pour Slaloms[28]
- 1996 : Totem de la bande dessinée au Salon de Montreuil
- 2000 : Prix Max et Moritz de la meilleure publication de bande dessinée importée pour Approximativement
- 2005 : 
  - Prix de la série pour Les Formidables Aventures de Lapinot lors du 32e festival international de la bande dessinée d'Angoulême
  - Ordonné Chevalier de l'Ordre des Arts et des Lettres (dont il a renvoyé symboliquement la médaille au "ministère de l'inculture" en revendiquant le manque du statut professionnel des auteurs et la précarité subséquente dont ils souffrent).
- 2006 : Grand prix de la ville d'Angoulême lors du 33e festival international de la bande dessinée d'Angoulême[29]. Il préside le festival l'année suivante.
- 2018 :  Prix Saint-Michel du meilleur scénario pour Je vais rester